# Gabriel af Belgien
Prins Gabriel af Belgien (fransk: Gabriel Baudouin Charles Marie; nederlandsk: Gabriël Boudewijn Karel Maria; født 20. august 2003 i Anderlecht, Bruxelles, Belgien) er en belgisk prins. Han er det andet barn og den første søn af Kong Philippe og Dronning Mathilde af Belgien. Prins Gabriel er nummer to i den belgiske tronfølge efter sin storesøster, Prinsesse Elisabeth.

## Eksterne links
- Wikimedia Commons har flere filer relateret til Gabriel af Belgien
- Prins Gabriel Arkiveret 2. januar 2018 hos  Wayback Machine på Det Belgiske Kongehus' officielle hjemmeside Arkiveret 5. november 2020 hos  Wayback Machine (engelsk)